# Sommer-Paralympics 2016/Reiten
Im Dressurreiten der Reiter mit Behinderung (Para-Dressur) wurden bei den Sommer-Paralympics 2016 in Rio de Janeiro in elf Entscheidungen Medaillen vergeben.

## Wettkampfklassen
Beim Behindertenreitsport werden vier Wettkampfklassen (Grade) unterschieden:
- Grade I: Reiter, deren Gliedmaßen nur begrenzt funktionsfähig sind, oder die eine beschränkte Balancefähigkeit haben. Zudem Reiter mit fehlender Rumpfbalance. Grade I unterteilt sich in:
  - Grade Ia: Schwerstbehinderte Reiter, überwiegend nur Schrittaufgaben.
  - Grade Ib: Hier werden Schritt-Trab-Aufgaben verlangt.
- Grade II, für Reiter mit starken Bewegungsbehinderungen (Beinfunktionen und/oder der Rumpfbalance), aber teilweise guten Armfunktionen. Schritt- und Trabaufgaben, in der Kür wahlweise einzelne Galopplektionen.
- Grade III, für Reiter mit Behinderungen an zwei Gliedmaßen, blinde Reiter sowie einseitig hoch beinamputierte Reiter. Alle Gangarten des Pferdes werden verlangt, vergleichbar Aufgaben der Klassen A bis L im Regelsport.
- Grade IV, für Reiter mit Sehbehinderungen oder Beschränkungen in ein bis zwei Gliedmaßen. Die Aufgaben entsprechen denen der Klassen L bis M im Regelsport.[1]

## Wettbewerbe und Zeitplan
Zwischen dem 11. und 16. September 2016 fanden die Wettbewerbe der Para-Dressur statt, die Entscheidungen fielen ab der zweiten Tageshälfte des 13. September. Austragungsort war das bereits für die Reitsportwettbewerbe der Panamerikanischen Spiele 2007 und Olympischen Sommerspiele 2016 genutzte Reitstadion von Deodoro (Olympic Equestrian Centre).
An den an paralympischen Reitwettkämpfen, ausschließlich Dressurwettbewerbe, gingen 76 Reiter mit ihren Pferden an den Start. 29 Nationen umfasste das Starterfeld der Para-Dressur, 14 hiervon stellten mit mindestens drei Reitern eine Mannschaft. Männer und Frauen treten wie im Reitsport üblich, gemeinsam in einem Wettkampf an.
Mit elf Entscheidungen war das Programm mit dem der Sommer-Paralympics 2012 identisch.
| Mannschaft |
| Grade Ia   |
| Grade Ib   |
| Grade II   |
| Grade III  |
| Grade IV   |

Die blauen Felder stehen für Tage mit Prüfungen, die goldenen Felder für den Tag der jeweiligen Entscheidung.

## Entscheidungen und Ergebnisse

### Mannschaftswertung
Die Mannschaften setzten sich aus jeweils bis zu vier Reitern pro Nation zusammen, wobei die drei besten Ergebnisse in die Wertung eingingen. Zur Mannschaftswertung zählten die Mannschaftsprüfung und der Championshiptest aller Wettkampfklassen.
Deutlich, mit 20 Prozentpunkten Vorsprung, gewann die Mannschaft Großbritanniens. Die deutsche Equipe erreichte, obwohl drei der vier Reiter erstmals an Paralympischen Spielen teilnahmen, die Silbermedaille.

#### Endergebnis
| Platz                                            | Land               | Reiter und Pferde                                    | Prozent            | Prozent          | Prozent   |
| Platz                                            | Land               | Reiter und Pferde                                    | Mannschaftsprüfung | Championshiptest | Gesamt    |
| 1                                                | Großbritannien     | Großbritannien                                       |                    |                  | 453,306   |
| ------------------------------------------------ | ------------------ | ---------------------------------------------------- | ------------------ | ---------------- | --------- |
|                                                  |                    | Sophie Wells (Grade IV) Valerius                     | 74,405             | 74,857           | 149,262   |
| Natasha Baker (Grade II) Cabral                  | 71,882             | 73,400                                               | (145,282)          |                  |           |
| Sophie Christiansen (Grade Ia) Athene Lindebjerg | 77,522             | 78,217                                               | 155,739            |                  |           |
| Anne Dunham (Grade Ia) Lucas Normark             | 73,957             | 74,348                                               | 148,305            |                  |           |
| 2                                                | Deutschland        | Deutschland                                          |                    |                  | 433,321   |
|                                                  |                    | Carolin Schnarre (Grade IV) Del Rusch                | 65,833             | 69,905           | (135,738) |
| Alina Rosenberg (Grade Ib) Nea's Daboun          | 73,160             | 70,966                                               | 144,126            |                  |           |
| Steffen Zeibig (Grade II) Feel Good              | 71,529             | 70,057                                               | 141,586            |                  |           |
| Elke Philipp (Grade Ia) Regaliz                  | 73,913             | 73,696                                               | 147,609            |                  |           |
| 3                                                | Niederlande        | Niederlande                                          |                    |                  | 430,353   |
|                                                  |                    | Frank Hosmar (Grade IV) Alphaville                   | 72,381             | 72,452           | 144,833   |
| Nicole den Dulk (Grade Ib) Wallace               | 70,640             | 71,103                                               | (141,743)          |                  |           |
| Rixt van der Horst (Grade II) Caraat             | 71,353             | 70,743                                               | 142,096            |                  |           |
| Demi Vermeulen (Grade II) Burberry               | 71,824             | 71,600                                               | 143,424            |                  |           |
| 4                                                | Dänemark           | Dänemark                                             |                    |                  | 428,229   |
|                                                  |                    | Annika Lykke Dalskov Risum (Grade III) Aros a Fenris | 70,132             | 70,122           | 140,254   |
| Susanne Sunesen (Grade III) Que Faire            | 70,158             | 72,171                                               | 142,329            |                  |           |
| Stinna Kaastrup (Grade Ib) Smarties              | 71,680             | 73,966                                               | 145,646            |                  |           |
| Caroline Nielsen (Grade II) Leon                 | 68,412             | 69,057                                               | (137,469)          |                  |           |
| 5                                                | Belgien            | Belgien                                              |                    |                  | 422,834   |
|                                                  |                    | Ciska Vermeulen (Grade IV) Rohmeo                    | 69,476             | 68,000           | 137,476   |
| Michèle George (Grade IV) FBW Rainman            | 75,286             | 74,333                                               | 149,619            |                  |           |
| Barbara Minneci (Grade II) Barilla               | 67,471             | 66,714                                               | (134,185)          |                  |           |
| Eveline van Looveren (Grade Ia) Exelent          | 68,174             | 67,565                                               | 135,739            |                  |           |
| 6                                                | Norwegen           | Norwegen                                             |                    |                  | 422,375   |
|                                                  |                    | Ann Cathrin Lübbe (Grade III) Donatello              | 72,237             | 72,878           | 145,115   |
| Heidi Loeken (Grade IV) Armano                   | 64,238             | 62,333                                               | (126,571)          |                  |           |
| Birgitte Reitan (Grade Ia) Steffi Graf           | 68,391             | 68,130                                               | 136,521            |                  |           |
| Jens Lasse Dokkan (Grade Ia) Cypres              | 70,652             | 70,087                                               | 140,739            |                  |           |
| 7                                                | Brasilien          | Brasilien                                            |                    |                  | 418,693   |
|                                                  |                    | Rodolpho Riskalla (Grade III) Warenne                | 66,737             | 68,366           | (135,103) |
| Marcos Alves (Grade Ib) Vladimir                 | 66,840             | 68,897                                               | 135,737            |                  |           |
| Vera Lucia Mazzilli (Grade Ia) Ballantine        | 68,913             | 67,130                                               | 136,043            |                  |           |
| Sergio Oliva (Grade Ia) Coco Chanel              | 73,087             | 73,826                                               | 146,913            |                  |           |
| 8                                                | Österreich         | Österreich                                           |                    |                  | 418,610   |
|                                                  |                    | Pepo Puch (Grade Ib) Fontainenoir                    | 74,160             | 75,103           | 149,263   |
| Thomas Haller (Grade II) Puschkin                | 62,676             | zurückgezogen                                        | (62,676)           |                  |           |
| Michael Martin Knauder (Grade Ia) Contessa       | 67,913             | 68,087                                               | 136,000            |                  |           |
| Julia Sciancalepore (Grade Ia) Pommery           | 67,043             | 66,304                                               | 133,347            |                  |           |
| 9                                                | Australien         | Australien                                           |                    |                  | 415,367   |
| 10                                               | Frankreich         | Frankreich                                           |                    |                  | 412,154   |
| 11                                               | Italien            | Italien                                              |                    |                  | 411,669   |
| 12                                               | Vereinigte Staaten | Vereinigte Staaten                                   |                    |                  | 409,439   |
| 13                                               | Kanada             | Kanada                                               |                    |                  | 404,926   |
| 14                                               | Singapur           | Singapur                                             |                    |                  | 401,952   |

### Einzelwertungen: Championshiptest
Die Einzelwertung erfolgte getrennt von der Mannschaftswertung. Je Wettkampfklasse wurden zwei Medaillensätze vergeben, der erste hiervon in den Championshiptests. Diese Wettbewerbe wurden vom 13. September (zweite Tageshälfte) bis zum 15. September 2016 durchgeführt.

#### Grade Ia
Endergebnis:
| Rang | Reiter                  | Pferd             | Prozent  |
| ---- | ----------------------- | ----------------- | -------- |
| 1    | GBR Sophie Christiansen | Athene Lindebjerg | 78,217 % |
| 2    | GBR Anne Dunham         | Lucas Normark     | 74,348 % |
| 3    | BRA Sérgio Oliva        | Coco Chanel       | 73,826 % |
| 4    | GER Elke Philipp        | Regaliz           | 73,696 % |
| 5    | SIN Laurentia Tan       | Fürst Sherlock    | 73,522 % |

Österreich war im Grade Ia mit zwei Reitern am Start. Michael Martin Knauder, kam mit Contessa auf ein Ergebnis 68,087 Prozent, er kam hiermit auf den 14. Rang. Seine Landsfrau, die 20-jährige Julia Sciancalepore, kam mit ihren gleich alten Wallach Pommery mit 66,304 Prozent auf den 19. Platz.

#### Grade Ib
Endergebnis:
| Rang | Reiter              | Pferd        | Prozent  |
| ---- | ------------------- | ------------ | -------- |
| 1    | AUT Pepo Puch       | Fontainenoir | 75,103 % |
| 2    | GBR Lee Pearson     | Zion         | 74,103 % |
| 3    | DEN Stinna Kaastrup | Smarties     | 73,966 % |
| 4    | NED Nicole den Dulk | Wallace      | 71,103 % |
| 5    | GER Alina Rosenberg | Nea's Daboun | 70,966 % |

#### Grade II
Endergebnis:
| Rang | Reiter                 | Pferd       | Prozent  |
| ---- | ---------------------- | ----------- | -------- |
| 1    | GBR Natasha Baker      | Cabral      | 73,400 % |
| 2    | NED Demi Vermeulen     | Burberry    | 71,600 % |
| 3    | NED Rixt van der Horst | Caraat      | 70,743 % |
| 4    | GER Steffen Zeibig     | Feel Good 4 | 70,057 % |
| 5    | AUS Emma Booth         | Zidane      | 69,914 % |

Die Deutsche Claudia Schmidt erreichte auf Romeo Royal den 11. Platz mit 67,314 %, der Österreicher Thomas Haller auf Puschkin zog seine Teilnahme zurück.

#### Grade III
Endergebnis:
| Rang | Reiter                         | Pferd         | Prozent  |
| ---- | ------------------------------ | ------------- | -------- |
| 1    | NOR Ann Cathrin Lübbe          | Donatello     | 72,878 % |
| 2    | DEN Susanne Sunesen            | Que Faire     | 72,171 % |
| 3    | SWE Louise Etzner Jakobsson    | Zernard       | 70,341 % |
| 4    | NED Sanne Voets                | Demantur      | 70,122 % |
| 5    | DEN Annika Lykke Dalskov Risum | Aros a Fenris | 70,122 % |

Die Schweizerin Celine van Till erreichte auf Amanta den 13. Platz mit 67,317 %.

#### Grade IV
Endergebnis:
| Rang | Reiter               | Pferd        | Prozent  |
| ---- | -------------------- | ------------ | -------- |
| 1    | GBR Sophie Wells     | Valerius     | 74,857 % |
| 2    | BEL Michèle George   | FBW Rainman  | 74,333 % |
| 3    | NED Frank Hosmar     | Alphaville   | 72,452 % |
| 4    | AUS Lisa Martin      | First Famous | 71,476 % |
| 5    | GER Carolin Schnarre | Del Rusch    | 69,905 % |

Die Schweizerin Nicole Geiger auf Phal de Lafayette zog ihre Teilnahme zurück.

### Einzelwertungen: Kür
In den Küren wurden die zweiten Medaillensätze pro Wettkampfklasse vergeben. In diesen Prüfungen stellten die Reiter die vorgeschriebenen Lektionen ihrer Wettkampfklasse individuell zu einer Prüfung zusammen. Auch schwierigere Lektionen, die in den Regelaufgaben der Wettkampfklassen nicht vorgesehen sind, konnten eingebaut werden. Pro Kür und Wettkampfklasse waren hier nur zwei Reiter je Nation zugelassen. Alle Kürprüfungen wurden am 16. September durchgeführt.

#### Grade Ia
Acht Reiter traten in der Kür des Grade Ia an. Das Ergebnis entsprach auf den ersten vier Plätzen dem des Championshiptests dieser Wettkampfklasse. Wie vor vier Jahren wurde Sophie Christiansen auch 2016 Paralympicssiegerin in diesem Kürwettbewerb. In Rio de Janeiro war sie mit der 9-jährigen Rappstute Athene Lindebjerg am Start.
Endergebnis:
| Rang | Reiter                  | Pferd             | Prozent   |
| ---- | ----------------------- | ----------------- | --------- |
| 1    | GBR Sophie Christiansen | Athene Lindebjerg | 79,700 %  |
| 2    | GBR Anne Dunham         | Lucas Normark     | 76,050 %  |
| 3    | BRA Sérgio Oliva        | Coco Chanel       | 75,150 %  |
| 4    | GER Elke Philipp        | Regaliz           | 73.700 %, |
| 5    | LAT Rihards Snikus      | King of the Dance | 72,900 %  |

#### Grade Ib
Im Grade Ib gingen die sieben besten Reiter des Championshiptests in der Kür an den Start. Anders als im Championshiptest und anders als Paralympics-Kür 2012 konnte Pepo Puch nicht die Goldmedaille gewinnen. Diese ging an den vielfachen Goldmedaillengewinner vergangener Sommer-Paralympics, Lee Pearson, der hier den 12-jährigen Wallach Zion ritt.
Endergebnis:
| Rang | Reiter              | Pferd        | Prozent  |
| ---- | ------------------- | ------------ | -------- |
| 1    | GBR Lee Pearson     | Zion         | 77,400 % |
| 2    | AUT Pepo Puch       | Fontainenoir | 76,750 % |
| 3    | DEN Stinna Kaastrup | Smarties     | 74,750 % |
| 4    | GER Alina Rosenberg | Nea's Daboun | 72,550 % |
| 5    | NED Nicole den Dulk | Wallace      | 72,350 % |

#### Grade II
Sieben Teilnehmer bestritten die Kür des Grade II. Weniger deutlich als vor vier Jahren in London war der Vorsprung von Natasha Baker, dennoch gewann sie mit Cabral erneut die Goldmedaille der Grade II-Kür. Die Bronzemedaille sicherte sich Steffen Zeibig, dies war die einzige Einzelmedaille für die deutschen Reiter bei diesen Sommer-Paralympics.
Endergebnis:
| Rang | Reiter                 | Pferd     | Prozent  |
| ---- | ---------------------- | --------- | -------- |
| 1    | GBR Natasha Baker      | Cabral    | 77,850 % |
| 2    | NED Rixt van der Horst | Caraat    | 76,250 % |
| 3    | GER Steffen Zeibig     | Feel Good | 74,350 % |
| 4    | NED Demi Vermeulen     | Burberry  | 73,700 % |
| 5    | DEN Caroline Nielsen   | Leon      | 72,750 % |

#### Grade III
In der Grade III-Kür waren noch sechs Reiter am Start. Das Endergebnis der Kür unterschied sich in dieser Wettkampfklasse deutlich vom Ergebnis des Championshiptests. Die Niederländerin Sanne Voets, die im Championshiptest noch knapp ohne Medaille geblieben war, errang in der Kür die Goldmedaille. Sie ritt hier den erst 8-jährigen KWPN-Wallach Demantur.
Endergebnis:
| Rang | Reiter                         | Pferd         | Prozent  |
| ---- | ------------------------------ | ------------- | -------- |
| 1    | NED Sanne Voets                | Demantur      | 73,850 % |
| 2    | NOR Ann Cathrin Lübbe          | Donatello     | 73,800 % |
| 3    | SWE Louise Etzner Jakobsson    | Zernard       | 73,650 % |
| 4    | DEN Annika Lykke Dalskov Risum | Aros a Fenris | 73,050 % |
| 5    | DEN Susanne Sunesen            | Que Faire     | 72,600 % |

#### Grade IV
Noch sechs Reiter-Pferd-Paare gingen in der Kür des Grade IV an den Start. Die Gold- und Silbermedaillengewinnerinnen des Championshiptests tauschten in der Kür ihre Plätze. Das Kürergebnis war damit eine Wiederholung des Ergebnisses der Kür der Sommer-Paralympics 2012: Es siegte Michèle George vor Sophie Wells und Frank Hosmar, wobei George und Hosmar jeweils auch die gleichen Pferde wie in London ritten.
Endergebnis:
| Rang | Reiter               | Pferd        | Prozent  |
| ---- | -------------------- | ------------ | -------- |
| 1    | BEL Michèle George   | FBW Rainman  | 76,300 % |
| 2    | GBR Sophie Wells     | Valerius     | 76,150 % |
| 3    | NED Frank Hosmar     | Alphaville   | 74,800 % |
| 4    | AUS Lisa Martin      | First Famous | 72,250 % |
| 5    | GER Carolin Schnarre | Del Rusch    | 69,600 % |

## Medaillenspiegel
| Medaillenspiegel Reiten nach 2 von 11 Entscheidungen | Medaillenspiegel Reiten nach 2 von 11 Entscheidungen | Medaillenspiegel Reiten nach 2 von 11 Entscheidungen | Medaillenspiegel Reiten nach 2 von 11 Entscheidungen | Medaillenspiegel Reiten nach 2 von 11 Entscheidungen | Medaillenspiegel Reiten nach 2 von 11 Entscheidungen |
| Platz                                                | Land                                                 | Goldmedaille – Olympiasieger                         | Silbermedaille – 2. Platz                            | Bronzemedaille – 3. Platz                            | Gesamt                                               |
| ---------------------------------------------------- | ---------------------------------------------------- | ---------------------------------------------------- | ---------------------------------------------------- | ---------------------------------------------------- | ---------------------------------------------------- |
| 1                                                    | Großbritannien                                       | 1                                                    | –                                                    | –                                                    | 1                                                    |
| 1                                                    | Norwegen                                             | 1                                                    | –                                                    | –                                                    | 1                                                    |
| 3                                                    | Belgien                                              | –                                                    | 1                                                    | –                                                    | 1                                                    |
| 3                                                    | Dänemark                                             | –                                                    | 1                                                    | –                                                    | 1                                                    |
| 5                                                    | Niederlande                                          | –                                                    | –                                                    | 1                                                    | 1                                                    |
| 5                                                    | Schweden                                             | –                                                    | –                                                    | 1                                                    | 1                                                    |
| Gesamt                                               | Gesamt                                               | 2                                                    | 2                                                    | 2                                                    | 6                                                    |